# Palmoli
Palmoli község (comune) Olaszország Abruzzo régiójában, Chieti megyében.

## Fekvése
A megye délkeleti részén fekszik. Határai: Carunchio, Celenza sul Trigno, Dogliola, Fresagrandinaria, Furci, Liscia, San Buono és Tufillo.

## Története
Első írásos említése a 12. századból származik a Catalogus baronumból. Valószínűleg egy ókori frentanus település helyén alakult ki. A következő századokban nemesi birtok volt. Önállóságát a 19. század elején nyerte el, amikor a Nápolyi Királyságban felszámolták a feudalizmust.

## Népessége
A népesség számának alakulása:

## Főbb látnivalói
- Castello (középkori vár)
- Madonna S.S. del Carmine-templom
- Santa Maria delle Grazie-templom